# Joseph Nadeau
Pour les articles homonymes, voir Nadeau.
Joseph Nadeau (22 mars 1698 - 29 mai 1760), capitaine de la milice de Nouvelle-France, exécuté par pendaison pour fait de résistance contre l'occupation britannique de la Nouvelle-France. 
Joseph Nadeau est né le 22 mars 1698 à Beaumont dans le comté de Bellechasse. Son père était Denis Nadeau, né en 1673 et de  Charlotte Cassé, née en 1678. Il se marie le 12 janvier 1723 avec Angélique Turgeon (née en 1701).
Durant la Bataille de Québec puis de Montréal, Joseph Nadeau est capitaine de la milice de Nouvelle-France. Il participera activement à la résistance au côté des troupes militaires françaises, durant la guerre de Sept Ans.
Après l'occupation militaire britannique, il reprend son métier de meunier et fournit clandestinement du pain aux Canadiens de la Nouvelle-France réduits à vivre sous des restrictions draconiennes par l'occupant britannique. Le gouverneur britannique James Murray apprend que cet homme livre du pain et incite ses compatriotes à la résistance. Il le fait arrêter, puis après un rapide procès, le condamne à mort et le fait pendre à une poutre de son moulin à vent. Son corps sera exposé ainsi quelques jours sous bonne garde, mais finalement sera enlevé clandestinement puis enterré dans un lieu tenu secret.
Il laisse une veuve et plusieurs orphelins.